# Charlotte Saunders Cushman

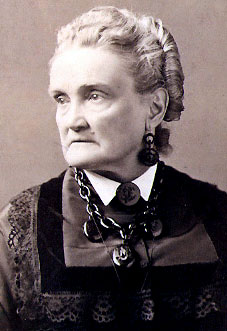
Charlotte Saunders Cushman

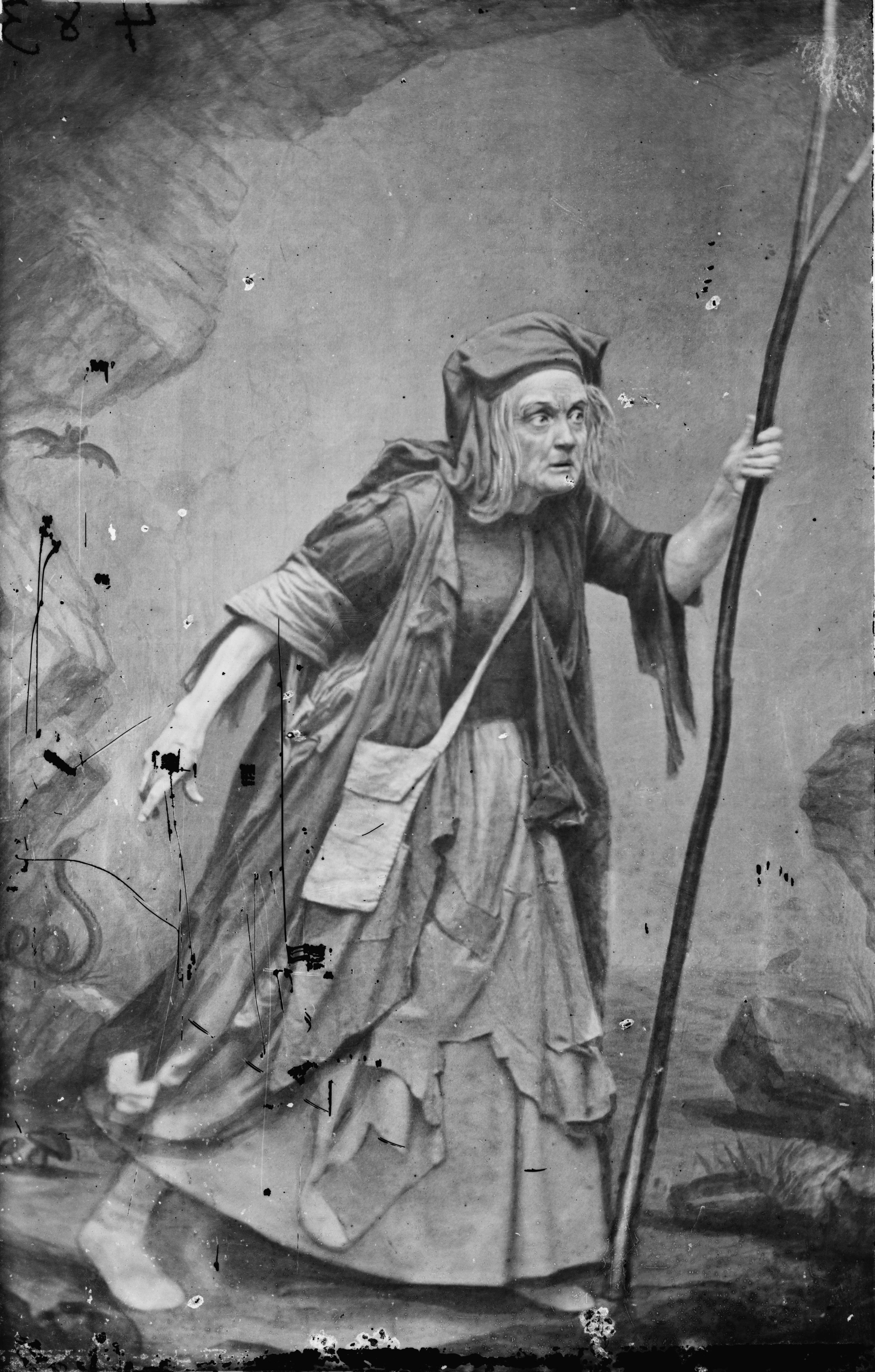
Charlotte Cushman als Meg Merriles

Charlotte Saunders Cushman (* 23. Juli 1816 in Massachusetts; † 18. Februar 1876 in Boston, Massachusetts) war eine US-amerikanische Schauspielerin.

## Leben
Cushman wurde in Boston, Massachusetts geboren. Nach einem erfolglosen Versuch als Sängerin an der Oper begann sie als Schauspielerin und gab ihr Bühnendebüt 1836 in New Orleans. Sie wurde zu einer der erfolgreichsten Schauspielerinnen ihrer Zeit und war sowohl in den Vereinigten Staaten als auch in London auf der Bühne. In London hielt sich Cushman mehrere Jahre auf und lernte dort die Schriftstellerin Geraldine Jewsbury kennen. In deren Roman The Half Sisters von 1848 ist Cushman in einer Figur verewigt.
Cushman trat 1835 in Boston auf der Theaterbühne im Stück Die Hochzeit des Figaro auf. Im darauf folgenden Jahr gab sie die Rolle der Lady Macbeth und ihre Interpretation der Rolle war energischer als die von vorherigen Schauspielern. Nach einer erfolgreichen Theatersaison in New Orleans kehrte sie nach New York City zurück und spielte am Bowery Theater. Danach war sie mit guten Rezensionen erneut in der Rolle der Lady Macbeth in Albany, New York zu sehen.
Zur Vorbereitung ihrer Rolle als Nancy in Charles Dickens’ Oliver Twist am Park Theatre in Manhattan verbrachte Cushman mehrere Tage bei Sexarbeiterinnen in Five Points.
Cushman war keine attraktive Frau im traditionellen Sinne. Sie galt in ihren frühen Jahren eher als der Typ Tomboy: stark, selbstsicher und von robuster Körperhaltung. Ihre kraftvolle Ausstrahlung und Energie nahm ihr Publikum gefangen. 1837 spielte Cushman an der Seite des Schauspielers Edwin Forrest im Stück The Lady of Lyons.
1839 wurde ihre jüngere Schwester Susan Cushman Schauspielerin und heiratete im Alter von 14 Jahren Nelson Merriman. Susan wurde schwanger und kurz danach verließ Nelson Merriman seine schwangere Frau. Charlotte Cushman entschied sich, ihrer Schwester in dieser Situation zu helfen, und kümmerte sich um sie. Die beiden Schwestern wurden in den folgenden Jahren berühmt für ihre gemeinsamen Rollen in Romeo und Julia. Charlotte Cushman spielte in diesem Theaterstück die Figur des Romeo.
Im Jahre 1843 verliebte sich Cushman in Rosalie Sully, eine Tochter des Künstlers Thomas Sully. 1844 endete diese Romanze. Cushman begann Theater an verschiedenen Orten zu spielen und Rosalie Sully verstarb kurze Zeit später.
Cuhsman traf 1848 die Journalistin, Schriftstellerin und zeitweilige Schauspielerin Matilda Hays. Die beiden Frauen wurden enge Freundinnen und nach einer einiger Zeit entwickelte sich eine lesbische Beziehung zwischen ihnen. In den folgenden zehn Jahren waren die zwei Frauen ein Paar. Sie kleideten sich ähnlich und in Europa wurden sie als Paar öffentlich bekannt.
1849 verließ Hays ihre Lebensgefährtin Cushman aufgrund einer Affäre mit Harriet Hosmer. Hays kehrte nach einiger Zeit zu Cushman zurück, aber ihre weitere Beziehung wurde nie wieder wie zuvor. 1857 hatte Cushman eine heimliche Affäre mit der Bildhauerin Emma Stebbins. Hays entdeckte diese heimliche Affäre, und es kam zum endgültigen Beziehungsbruch zwischen Cushman und Hays. Hays zog aus und warf Cushman vor, sie habe ihre berufliche Karriere vergeblich geopfert, um Cushmans Karriere zu fördern.
Emma Stebbins zog kurz nach dem Auszug von Hays zu Cushman. Monate später reiste Cushman beruflich durch Amerika. Obgleich Cushman Stebbins zu dieser Zeit liebte, fing sie eine weitere Affäre mit der Schauspielerin Emma Crow an.
Als Cushman nach Italien ging, folgte Emma Crow ihr. In Italien lernte Emma Crow den Neffen Ned Cushman kennen und heiratete diesen im April 1861. Cushman kehrte in die Vereinigten Staaten zu Emma Stebbins zurück.
1869 erkrankte Cushman an Brustkrebs. Stebbins vernachlässigte ihre berufliche Karriere als Bildhauerin und pflegte Cushman. 1876 starb Cushman an Lungenkrebs in Boston im Alter von 59 Jahren und wurde auf dem Mount Auburn Cemetery in Cambridge, Massachusetts begraben.
1915 wurde Cushman in die Hall of Fame der New York University gewählt.